# Moos-Inseln
Die Moos-Inseln (englisch Moss Islands, in Chile Islotes López) sind eine Gruppe kleiner Inseln und Klippenfelsen vor der Danco-Küste des Grahamlands auf der Antarktischen Halbinsel. In der Hughes Bay liegen sie östlich von Midas Island und nördlich der Apéndice-Insel.
Teilnehmer der Schwedischen Antarktisexpedition (1901–1903) unter der Leitung Otto Nordenskjölds kartierten sie und gaben ihnen ihren deskriptiven deutschsprachigen Namen nach der hier vorherrschenden Vegetation aus Moosen und Flechten. Namensgeber der chilenischen Benennung ist Fregattenkapitän Alfredo López Costa, Schiffsführer der Rancagua bei der 2. Chilenischen Antarktisexpedition (1947–1948).